# نادي المنيا
نادي المنيا الرياضي هو نادٍ مصري لكرة القدم مقره مدينة المنيا، تأسس عام 1925. يلعب النادي حاليًا في الدوري المصري الدرجة الثانية وهو ثاني أعلى دوري في نظام الدوري المصري لكرة القدم.
يعتبر من الأندية الشعبية في صعيد مصر، عاد نادي المنيا للدوري المصري الممتاز لكرة القدم بعد غياب 15 سنه بقيادة المدير الفني شديد قناوى.